# Kiichi Okamoto
Pour les articles homonymes, voir Okamoto.
Kiichi Okamoto (岡本 帰一, Okamoto Kiichi, né le 12 juin 1888, mort le 29 décembre 1930) est un peintre et illustrateur japonais, spécialisé dans l’illustration enfantine.
Né dans le département de Hyōgo sur l’île d’Awajishima, il vit à Tōkyō à partir de 1892 où son père occupe le poste de vice président du journal Miyako shinbun (qui devient le Tōkyō shinbun en 1942).

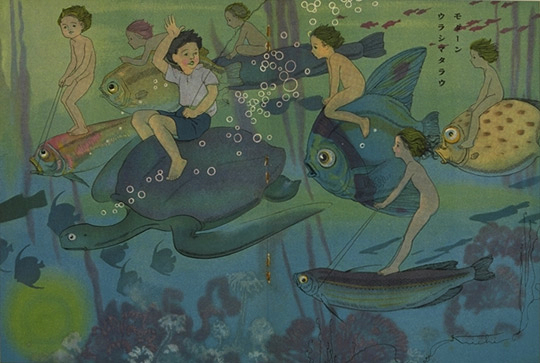
Un Urashima Tarō moderne, illustration de Okamoto Kiichi, Kodomo no kuni, août 1930

En 1906, il entre à l’Institut de peinture de la Société du Cheval blanc (Hakuba-kai) où il apprend la peinture à l’occidentale sous la houlette de Kuroda Seiki.
En 1912, il participe aux expositions de la Société du Fusain (Hyūzan-kai), qui regroupe des artistes d’avant-garde, comme Kishida Ryūsei et Kimura Shōhachi. Il expose deux toiles de style post-impressionniste à la première (15 octobre – 3 novembre 1912) et quatre à la seconde (11-30 mars 1913).
À partir de 1914, il se met en recherche de rapports plus directs entre l’art et la société, et oriente son travail vers la composition de décors de théâtre et l’illustration. Il travaille notamment pour Kin no fune (Le bateau d’or) fondée en 1919, l’un des premiers magazines enfantins au Japon. On retrouve dans ses œuvres un mouvement qui évoque le travail d’illustrateurs britanniques comme Edmond Dulac ou Arthur Rackham, mais ses dessins sont beaucoup plus modernes et épurés. Il réalise en 1920 les décors remarqués d’une représentation de L’Oiseau bleu de Maurice Maeterlinck.
Deux ans plus tard, en 1922, Okamoto Kiichi devient le principal illustrateur du magazine Kodomo no kuni (Le pays des enfants), lancé la même année. Ce magazine, auquel a collaboré aussi le dessinateur Takei Takeo (1894-1983), constitue l’un des sommets de l’illustration enfantine au Japon.
Okamoto meurt de la fièvre typhoïde en 1930.